# Vigna filicaulis
Vigna filicaulis là một loài thực vật có hoa trong họ Đậu. Loài này được Hepper miêu tả khoa học đầu tiên.